# Železniční trať Studénka–Veřovice
Železniční trať Studénka–Veřovice (v jízdním řádu pro cestující aktuálně uvedená v tabulce označené číslem 271, do JŘ 1998/1999 byla uvedená v tabulce označené číslem 304, do JŘ 2024/2025 byla označována jako 325) je jednokolejná železniční trať, propojující hlavní trať Přerov–Bohumín s hlavní tratí Ostrava – Valašské Meziříčí. Trať vede malebnou krajinou přírodního parku Podbeskydí. Trať o délce 27 km je kategorizována jako regionální dráha.

## Provoz na trati
Po celé trati jezdí (v nepravidelném taktu) pravidelné osobní vlaky Českých drah a nákladní vlaky různých dopravců. Trať je začleněna do systému Esko v Moravskoslezském kraji jako linka osobních vlaků S8. V prosinci 2024 se trať stala první v Česku, kde jsou v provozu bateriové vlaky, konkrétně RegioPantery označené jako 690.2. Díky tomu vzniklo nové přímé spojení s Ostravou. Několik okrajových a doplňkových spojů je pak vedeno motorovou jednotkou 814. Vlaky jezdí převážně každou hodinu na trase Ostrava střed – Veřovice, vybrané vlaky v intervalu 4 hodiny (v období od poloviny června do konce září 2 hodiny) mají závlek do Mošnova.
Provozování dráhy na této trati zajišťuje Správa železnic.

## Historický vývoj tratě
Trať byla vybudována ve dvou etapách od 18. prosince 1881 do 25. července 1896. V úseku Studénka–Štramberk byl provoz zahájen 18. prosince 1881 a v úseku Štramberk–Veřovice byl provoz zahájen 25. července 1896.

## Navazující tratě
Ve Studénce na tuto trať navazuje trať Přerov–Bohumín a trať do Bílovce, v Sedlnici trať do Mošnova a ve Veřovicích trať Ostrava – Valašské Meziříčí.

## Přeložení tratě
Trať byla dvakrát přeložena do nové polohy ve dvou úsecích. Prvním přeloženým úsekem byl úsek Studénka–Sedlnice přeložený v roce 1959 v důsledku výstavby Letiště Leoše Janáčka Ostrava. Druhým přeloženým úsekem byl úsek Příbor – Kopřivnice zastávka přeložený v roce 1979 v důsledku výstavby továrny Tatra. Viz průběh tratě v infoboxu.

## Průběh původní tratě
Za stanicí Studénka se nachází několik mostů přes řeku Odru a její zátopové oblasti. Mosty jsou propojeny náspy. Celková délka soustavy mostů byla téměř 200 m. Za mosty vedla dráha na hrázi mezi rybníky Kačák a Kotvice. Za rybníky následovalo prudké stoupání, které mělo protisměrné oblouky (esíčka). Proto se často ze Studénky používal postrk, aby vlak toto stoupání vyjel. Na konci stoupání byl přejezd a nedaleko něj byla zastávka Albrechtičky. Po několika kilometrech byla zastávka Sedlnice. Zastávka se změnila na stanici až v roce 1911 (v tomto roce byla postavená nádražní budova), aby se zvýšila propustnost tratě. Po roce 1959 se stanice stala součástí letiště Mošnov, nádraží bylo využíváno jako vlečka k letišti. Byly zde vybudovány zařízení pro stáčení leteckého paliva z cisteren. Trať směrem na Studénku byla zlikvidována, protože překážela stavbě letiště. Koleje zůstaly jen na soustavě mostů. Za posledním z nich bylo zarážedlo. Tyto koleje byly zlikvidovány v roce 2014.

## Seznam železničních stanic a zastávek

### Současné
- Studénka (trať 271, trať 279)
- Sedlnice nové nádraží od 1. června 1959 (trať Sedlnice–Mošnov)
- Skotnice
- Příbor
- Kopřivnice zastávka
- Kopřivnice
- Štramberk
- Ženklava
- Veřovice (trať 323)

### Zrušené
- Studénka místní nádraží do 1. června 1959
- Albrechtičky do 1. června 1959
- Sedlnice staré nádraží do 1. června 1959
- Drnholec do 28. února 1979

### Bez osobní dopravy
- Sedlnice-Bartošovice
- Sedlnice předjízdné koleje
- Kopřivnice nákladové nádraží od 28. února 1979

## Fotogalerie železničních stanic a zastávek

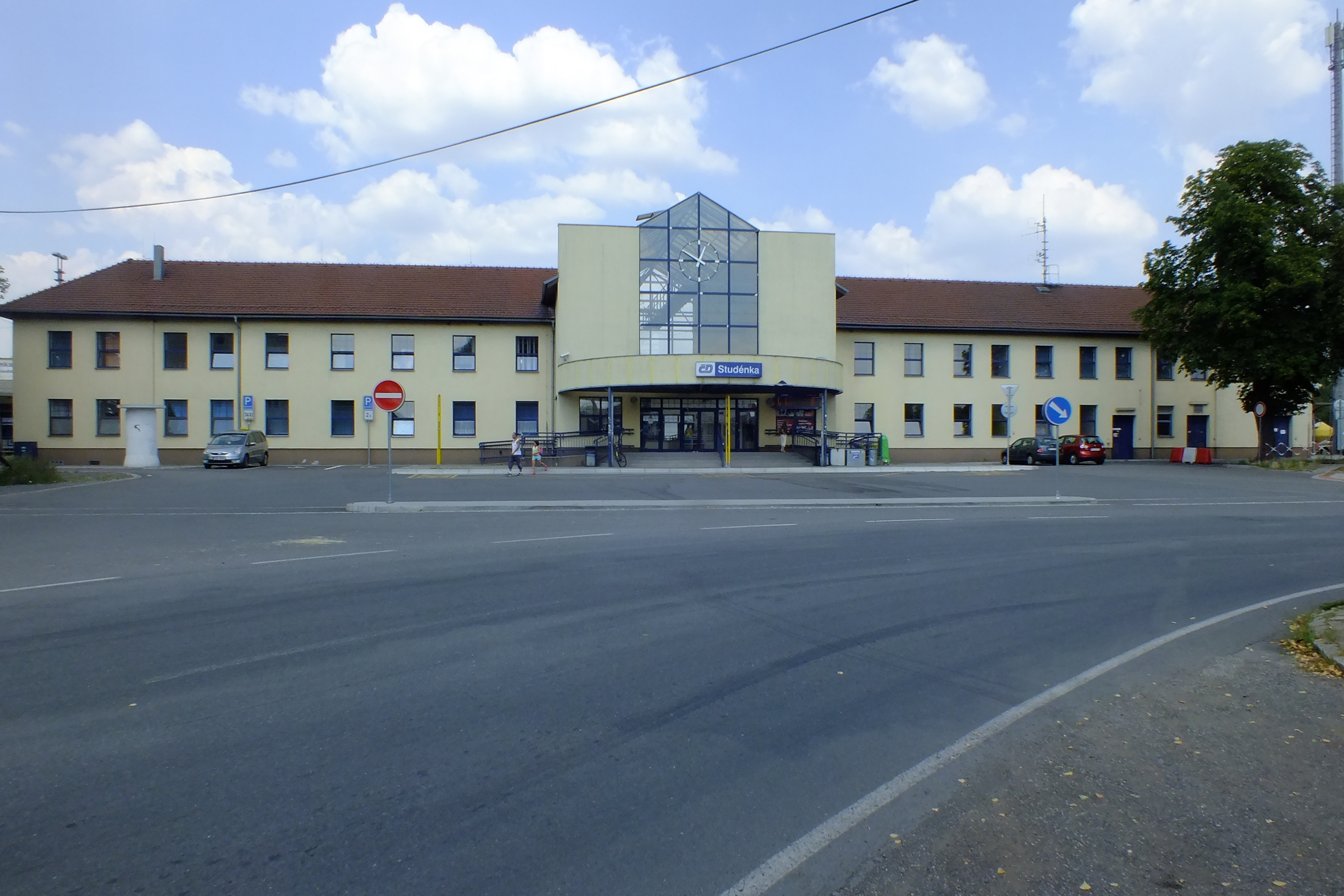
Studénka
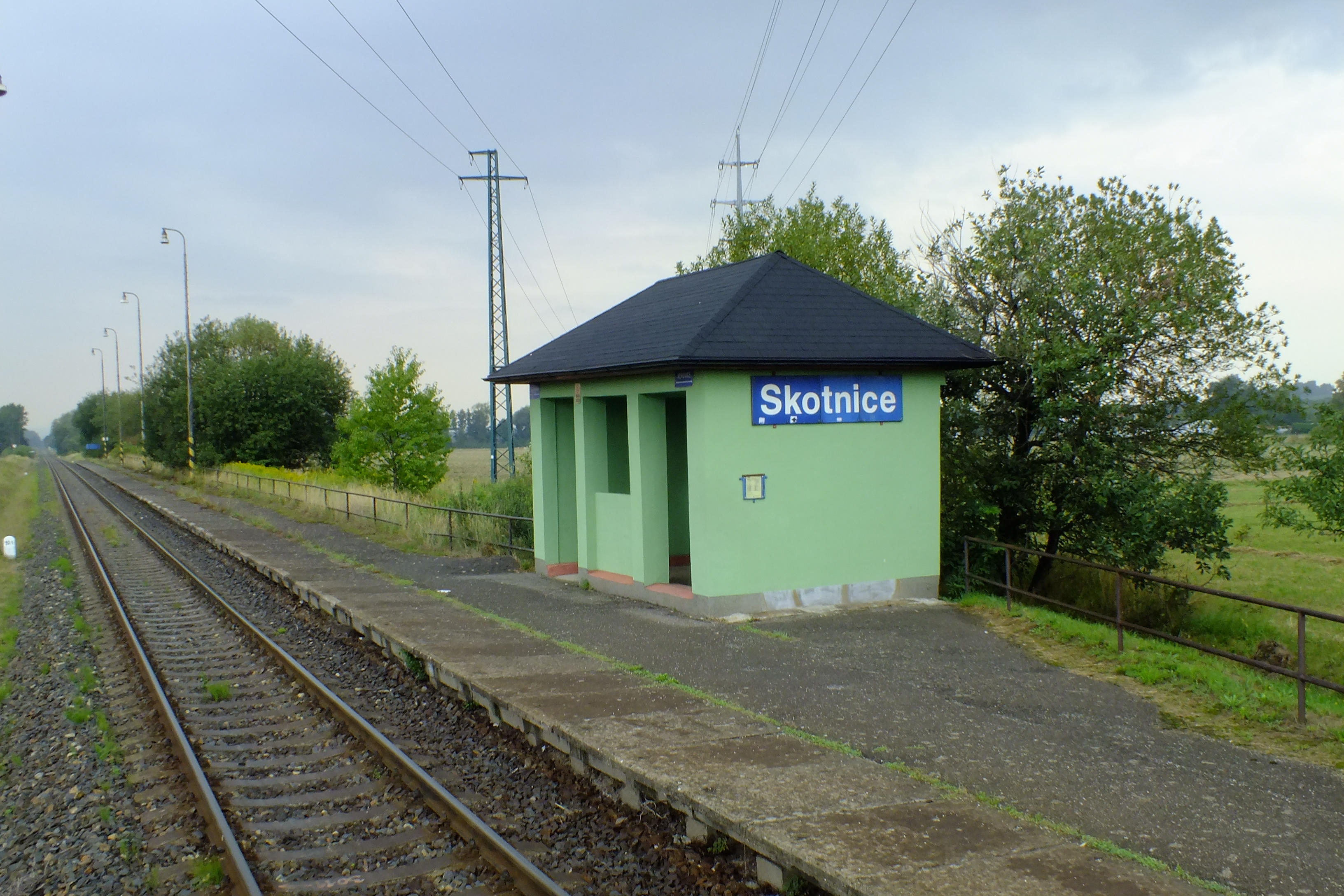
Skotnice
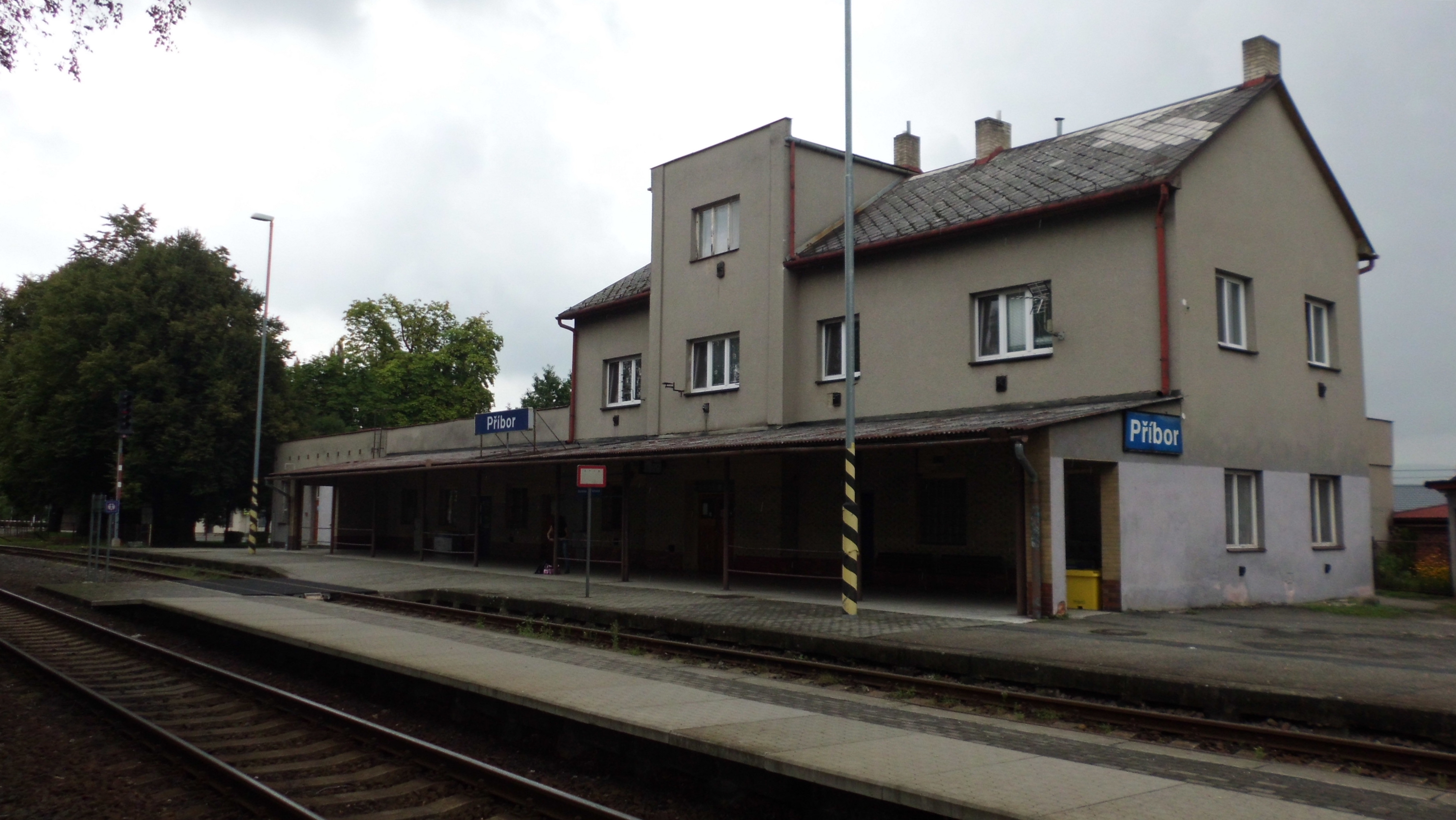
Příbor
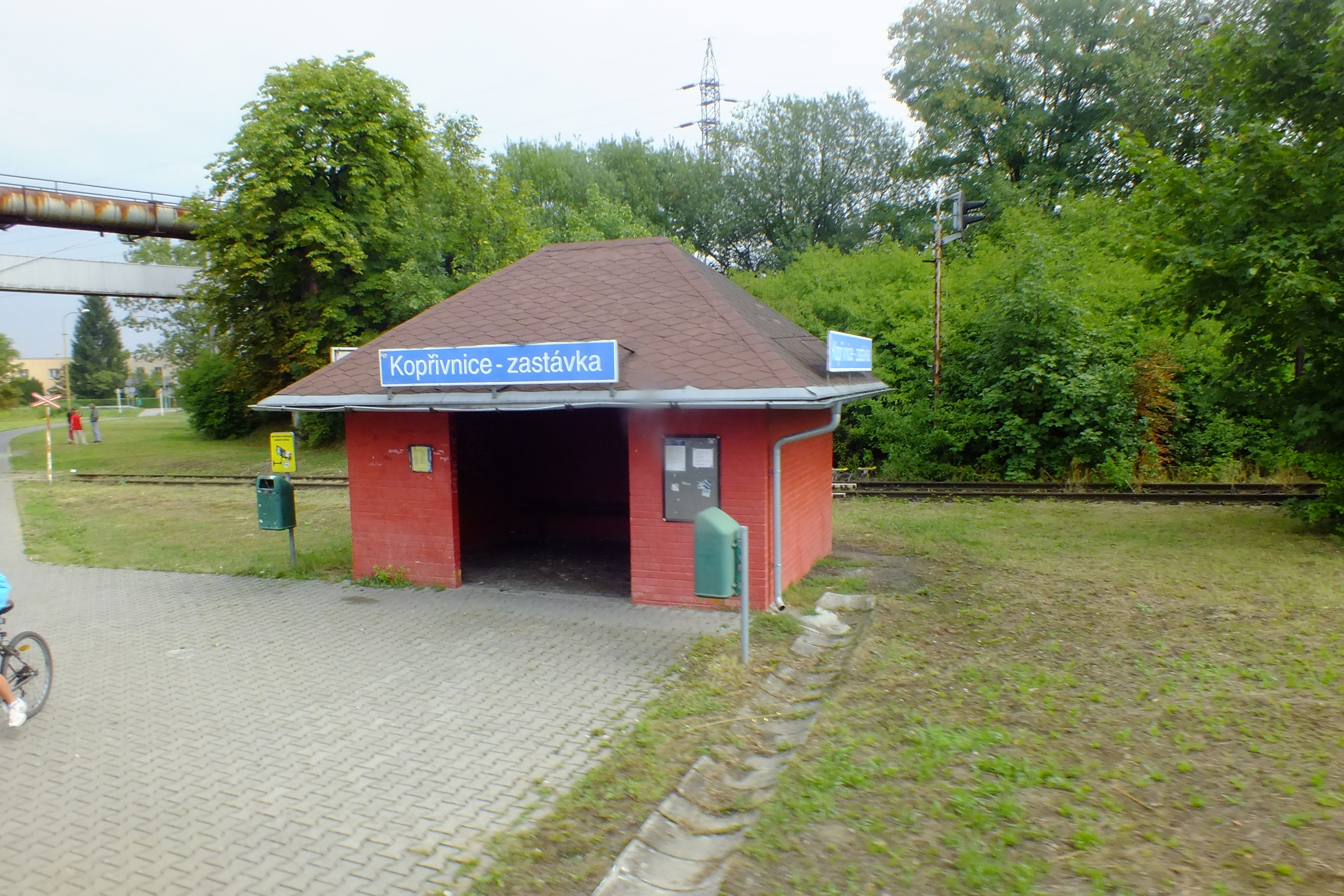
Kopřivnice zastávka
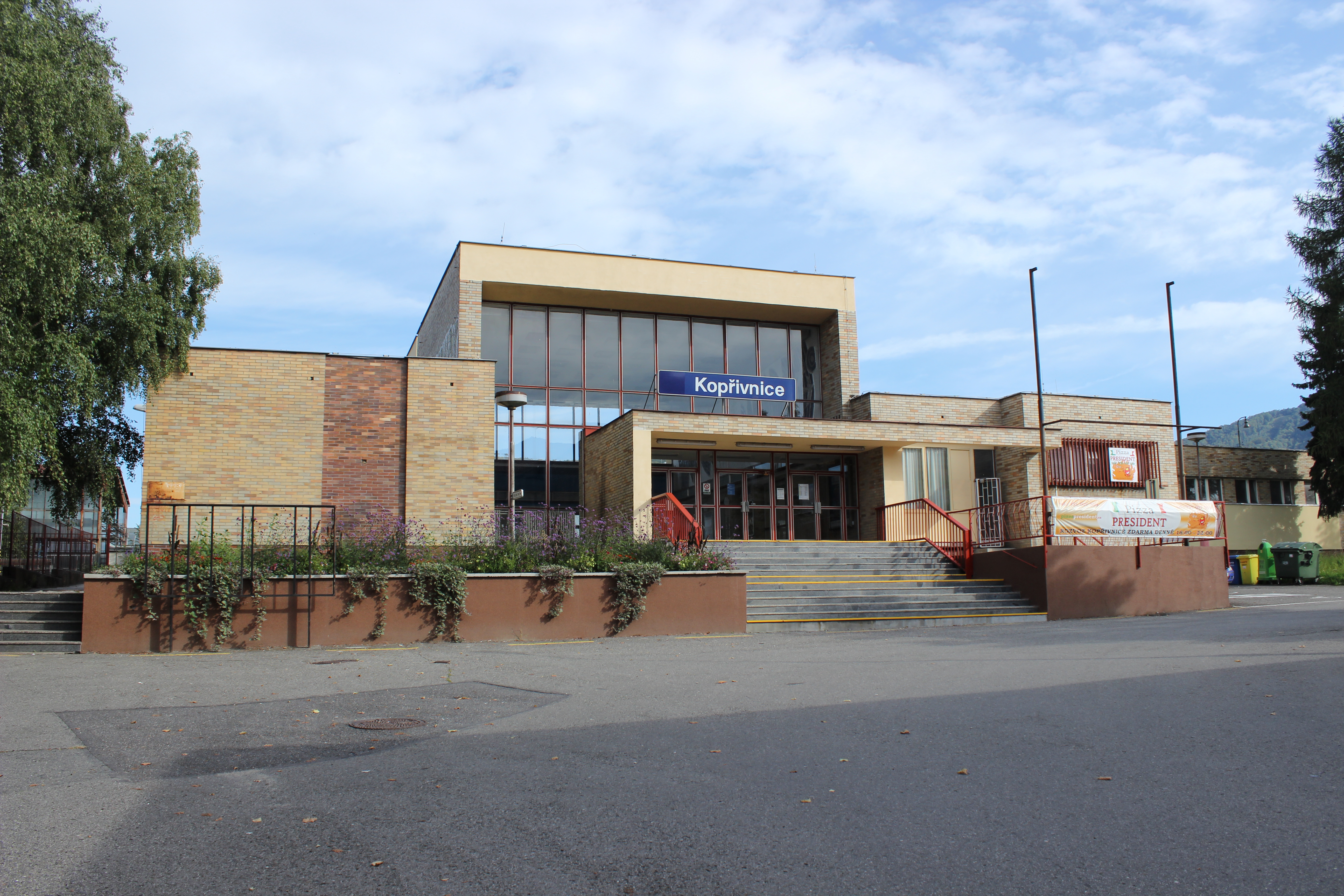
Kopřivnice
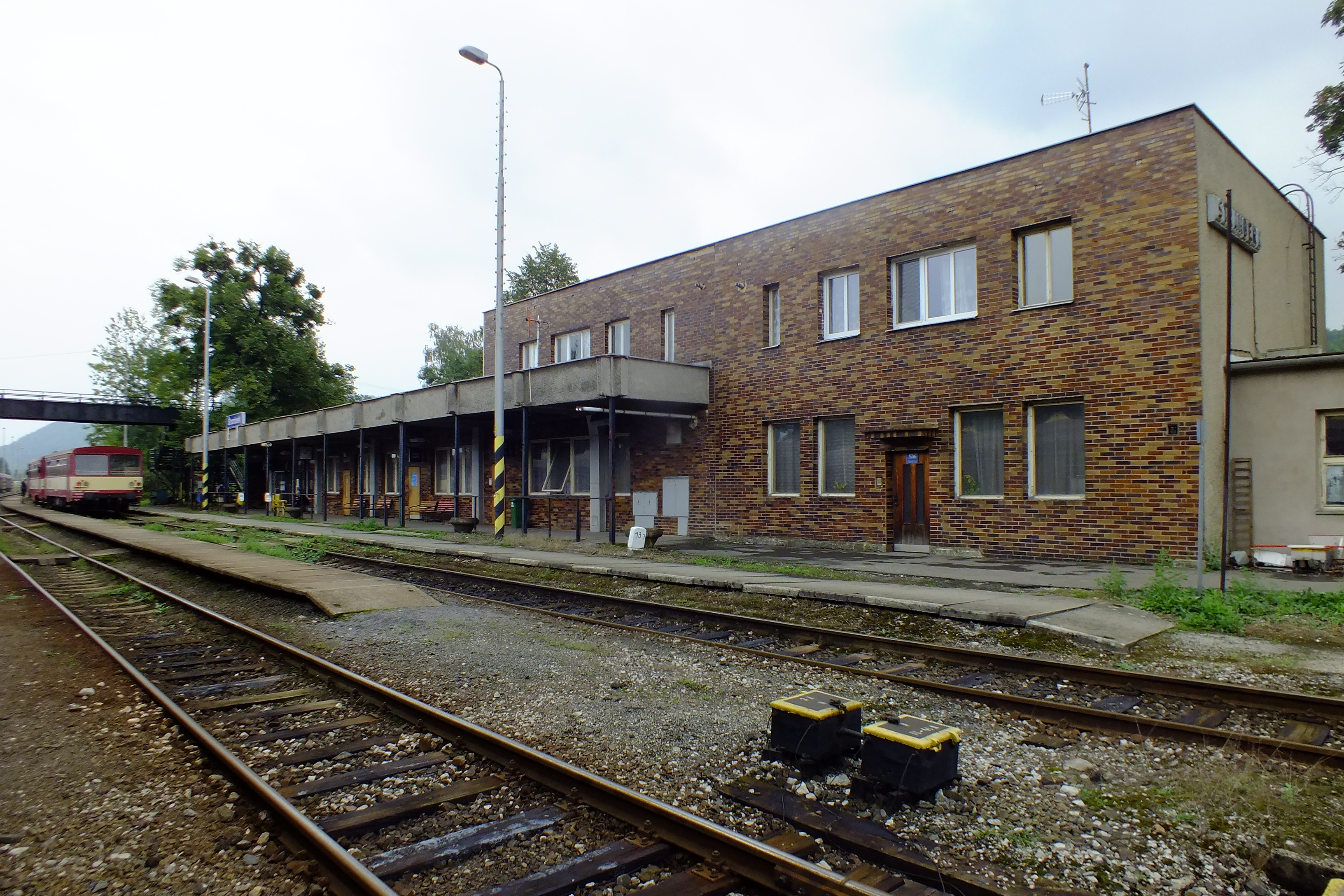
Štramberk
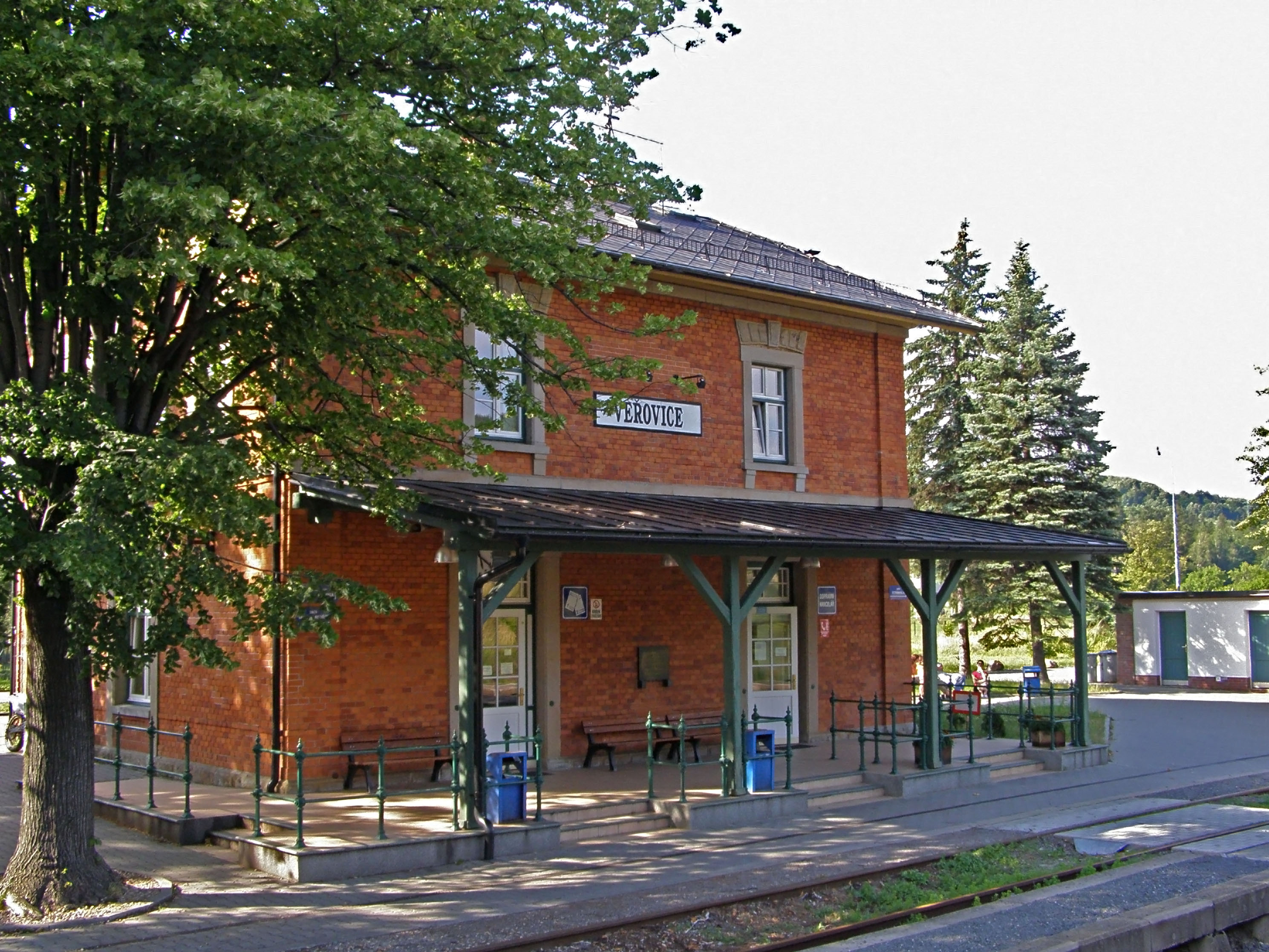
Veřovice